# ماریا لیتوشنکو
ماریا لیتوشنکو (اوکراینی: Марія Петрівна Літошенко؛ زادهٔ ۲۴ سپتامبر ۱۹۴۹) بازیکن هندبال اوکراینی‌تبار اهل شوروی بود.